# Ministério da Juventude e do Desporto
O Ministério da Juventude e do Desporto foi a designação de um departamento do XIV Governo Constitucional de Portugal.

## Ministros
Os titulares do cargo de ministro da Juventude e do Desporto foram:
| Período     | Ministro     | Governo                    |
| ----------- | ------------ | -------------------------- |
| 2000        | Armando Vara | XIV Governo Constitucional |
| 2000 – 2002 | José Lello   | XIV Governo Constitucional |